# 501(c)団体
501(c)団体（ごーまるいちしーだんたい、英語: 501(c) organization）は、アメリカ合衆国の内国歳入法（USC 26）第501条C項の規定により課税を免除される非営利団体である。同項では、連邦所得税が免除される29種類の非営利団体が規定されている。同法第503条～505条では、こうした課税免除が適用される要件を詳述している。アメリカ合衆国の多くの州が、州税を免除される団体の定義に、内国歳入法第501条C項を挙げている。501(c)団体は、個人、法人、および組合から無制限に寄付を受けることができる。
最も一般的なタイプの免税非営利団体は、内国歳入法第501条C項3号に基づく団体（「501(c)(3)」と呼ばれる団体）である。同号では、「慈善」、「宗教」、「教育」、「科学」、「文学」、「公共の安全のための検査」、「アマチュアスポーツ競技の振興」、「子供または動物に対する虐待の防止」のいずれかを目的とした活動を行う非営利団体の連邦所得税を免除することを定めている。「501(c)(4)」および「501(c)(6)」と呼ばれる団体は、政治活動を行う非営利団体である。このタイプの非営利団体は、2004年のアメリカ合衆国大統領選挙以来、重要度を増している。

## タイプ
内国歳入法第501条C項では、連邦所得税を免除される団体のタイプを1号から29号の各号で定めており、その詳細は内国歳入庁が発行した「IRS Publication 557」で解説されている。
- 501(c)(1) — 議会制定法に基づき設立された法人（Corporations Organized Under Act of Congress）--連邦信用組合（Federal Credit Unions）を含む
- 501(c)(2) — 非課税団体を保有する法人（Title Holding Corporation for Exempt Organization）[2]
- 501(c)(3) — 「宗教」、「教育」、「慈善」、「科学」、「文学」、「公共の安全のための検査」、「アマチュアスポーツ競技の振興」、「子供または動物に対する虐待の防止」のいずれかを目的とした団体（Religious, Educational, Charitable, Scientific, Literary, Testing for Public Safety, to Foster National or International Amateur Sports Competition, or Prevention of Cruelty to Children or Animals Organizations）
- 501(c)(4) — 市民連盟（Civic Leagues）、社会福祉団体（Social Welfare Organizations）、地域の職員団体（Local Associations of Employees）
- 501(c)(5) — 労働者、農業従事者、および園芸従事者の団体（Labor, Agricultural and Horticultural Organizations）
- 501(c)(6) — ビジネス連盟（Business Leagues）、商工会議所（Chambers of Commerce）、不動産理事会（Real Estate Boards）等
- 501(c)(7) — 社交クラブおよびレクリエーションクラブ（Social and Recreational Clubs）
- 501(c)(8) — 共済組合（Fraternal Beneficiary Societies and Associations）
- 501(c)(9) — 任意従業員給付組合（Voluntary Employee Beneficiary Associations）
- 501(c)(10) — 国内のみの友愛組合（Domestic Fraternal Societies and Associations）
- 501(c)(11) — 教員退職金基金組合（Teachers' Retirement Fund Associations）
- 501(c)(12) — 相互生命保険組合（Benevolent Life Insurance Associations）、排水・灌漑のための相互会社（Mutual Ditch or Irrigation Companies）、相互電話会社または協同電話会社（Mutual or Cooperative Telephone Companies）等
- 501(c)(13) — 墓地法人（Cemetery Companies）
- 501(c)(14) — 州政府認可の信用組合、相互リザーブファンド（State-Chartered Credit Unions, Mutual Reserve Funds）
- 501(c)(15) — 相互保険会社または組合（Mutual Insurance Companies or Associations）
- 501(c)(16) — 作付・収穫資金の融資を目的とする協同組合（Cooperative Organizations to Finance Crop Operations）
- 501(c)(17) — 補助的失業給付信託（Supplemental Unemployment Benefit Trusts）
- 501(c)(18) — 従業員が拠出する年金信託（Employee Funded Pension Trust）--1959年6月25日よりも前に設立されたもの
- 501(c)(19) — 現役軍人および退役軍人の組織（Post or Organization of Past or Present Members of the Armed Forces）
- 501(c)(20) — グループ法サービスプラン組織（Group Legal Services Plan Organizations）
- 501(c)(21) — 塵肺給付金信託（Black Lung Benefit Trusts）
- 501(c)(22) — 脱退債務支払基金（Withdrawal Liability Payment Fund）
- 501(c)(23) — 退役軍人組織（Veterans Organization）--1880年より前に設立されたもの
- 501(c)(24) — エリサ法4049条に基づく信託財産（Section 4049 ERISA Trusts）
- 501(c)(25) — 複数の親を持つ資産保有法人または信託（Title Holding Corporations or Trusts with Multiple Parents）
- 501(c)(26) — 高リスク者向け医療保障を提供する政府がスポンサーの組織（State-Sponsored Organization Providing Health Coverage for High-Risk Individuals）
- 501(c)(27) — 政府がスポンサーの労災再保険組織（State-Sponsored Workers' Compensation Reinsurance Organization）
- 501(c)(28) — 国営鉄道退職投資信託（National Railroad Retirement Investment Trust）
- 501(c)(29) — 認定非営利健康保険団体（Qualified Nonprofit Health Insurance Issuers）--医療費負担適正化法第1322条(h)項(1)号により設立されたもの[3]

なお、501(c)(20)および501(c)(24)のタイプの団体は「IRS Publication 557」にほとんど言及がなく、同パンフレット巻末の一覧表（Organization Reference Chart）からも省かれている。501(c)(20)のタイプの団体は、1992年6月30日以降は同法に基づく課税免除の対象とならない（ただし1992年7月1日に発効した同法第501条c項9号に基づく免税を申請することはできる）。501(c)(24)のタイプの団体は「エリサ法4049条に基づく信託財産」（Section 4049 ERISA Trusts）とされているが、 エリサ法4049条は既に削除されている。
一部のデイケアセンターは501条k項に基づく免税が適用される可能性がある。該当するデイケアセンターは児童へのケアを児童の家から離れた場所で提供する必要がある。また、児童の親または保護者が雇用されているか、求職しているか、またはフルタイムの学生である間、対象児童の85%以上にケアが提供されている必要がある。また、当該デイケアセンターの運営資金のほとんどがデイケアサービスの対価で賄われている必要がある。また、当該デイケアセンターが広く一般向けに児童のケアを提供している必要がある。デイケアセンターの免税は1984年の財政赤字削減法（Deficit Reduction Act of 1984）でも規定されている。

## 501(c)(3)団体
501(c)(3)団体（ごーまるいちしーさんだんたい、英: 501(c)(3) organizationまたは501c3 organization）は、アメリカ合衆国の内国歳入法（USC 26）第501条C項3号の規定により、課税を免除される非営利団体である。口語では単に「501c3」と呼ばれることも多い。アメリカ合衆国民の多くが知っており、しばしば寄付する非営利の慈善団体のほとんどは、501(c)(3)団体である。

## 參考文獻
- Hakanson, Bill (2013). How to Succeed with Nonprofit Trade and Professional Associations. ISBN 1484805747
- Hamburger, Philip, Liberal Suppression:  Section 501(c)(3) and the Taxation of Speech, University of Chicago Press (2018).